# 1820
1820 је била преступна година.

## Догађаји

### Јануар
- 29. јануар — Џорџ IV постаје краљ Уједињеног Краљевства, након смрти свог оца Џорџа III, тиме окончавајући Регентски период.

### Март
- 3. март — Амерички Конгрес је усвојио компромис из Мисурија.

### Април
- 8. април — Милоска Венера је откривена на грчком острву Милос.

### Датум непознат
- Конгрес у Тропау

## Рођења

### Јануар
- 17. јануар — Ана Бронте, енглеска списатељица († 1849)

### Фебруар
- 15. фебруар — Сузан Б. Ентони, зачетница и вођа покрета за права жена у САД. Написала је Историју женског права гласа. († 1832)

### Септембар
- 28. септембар — Фридрих Енгелс, немачки социолог, филозоф и револуционар. († 1895).

## Смрти

### Јануар
- 29. јануар — Џорџ III, британски краљ

### Јун
- 20. јун — Мануел Белграно, аргентински политичар и генерал

### Август
- 15. октобар — Карл Филип, Принц Шварценберга, аустријски генерал